# Oberdorf-Spachbach
Oberdorf-Spachbach è un comune francese di 357 abitanti situato nel dipartimento del Basso Reno nella regione del Grand Est.

## Società

### Evoluzione demografica
Abitanti censiti